# Vontatómotor

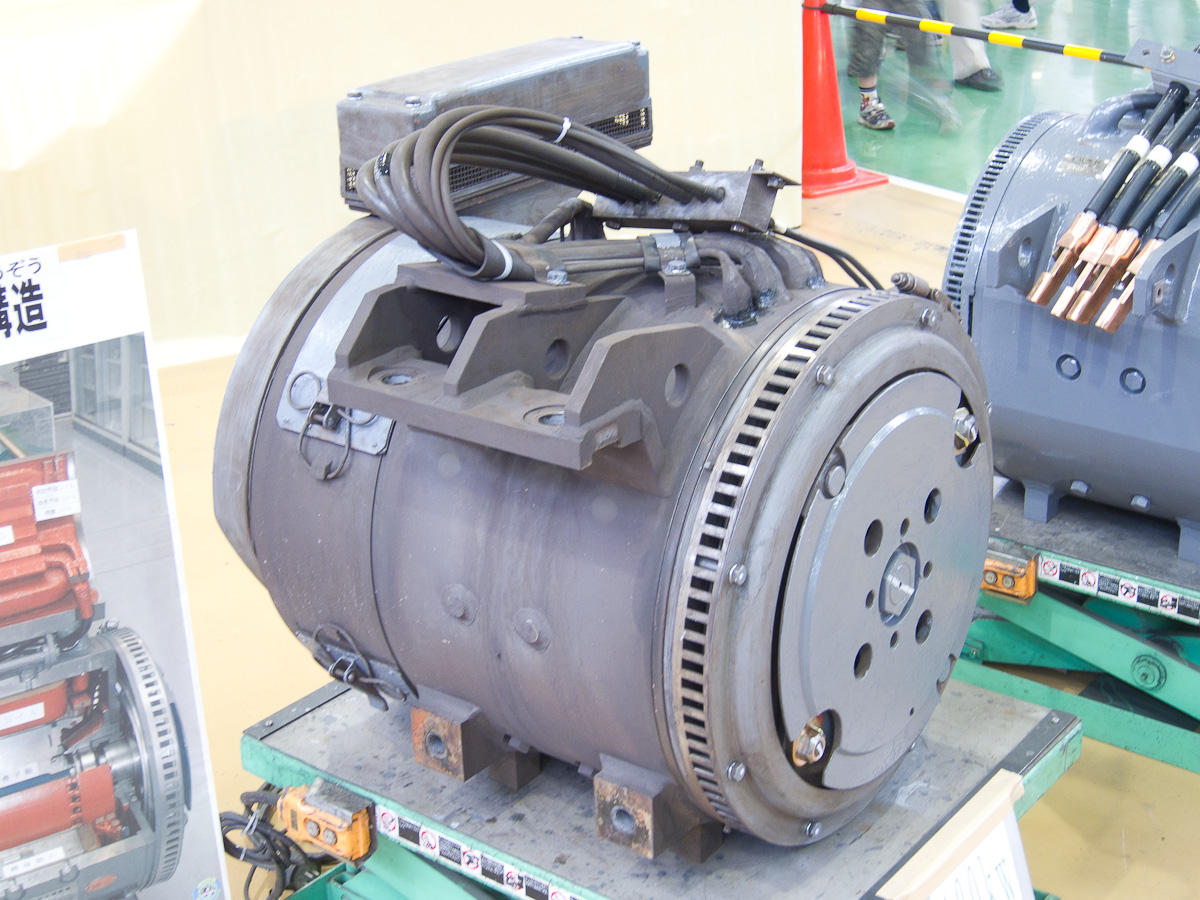
130 kW-os egyenáramú vontatómotor

A vontatómotor vagy trakciós motor a jármű kerekeit hajtó villamos forgógép. Vontatómotort találni például az összes villamosban, trolibuszban és a villamos erőátvitelű mozdonyokban. Közúti járművek között tipikusan az elektromos targoncák és az elektromos autók tartalmaznak vontatómotort.

## Típusai
Bár a legtöbb ipari célra készült elektromotor (köznyelven villanymotor) – értelemszerű korlátozásokkal – felhasználható akár vontatómotorként is, azonban a rendkívül mostoha üzemeltetési körülmények – mint például a jármű által felkavart por, csapadék (amely akár méteres magasságú hó is lehet), a motor elégtelen külső szellőzése, a szélsőséges időjárási hőmérséklet, továbbá a gyakori indítás-fékezés miatti erős elektromos igénybevétel – miatt speciális vontatási célú elektromotorokat fejlesztenek ki, amelyek robusztusabb kivitelűek, mint a szokványos elektromotorok. Például a GANZ által gyártott egyik vontatómotor üzemi árama 540 A, 625 V névleges feszültségen, tömege pedig 2500 kg
Járműhajtás céljára túlnyomó többségben még túlnyomórészt 
- egyenáramú soros gerjesztésű kommutátoros motort alkalmaznak kedvező indítási tulajdonságai és elterjedtsége miatt.

A soros gerjesztésű motorokon kívül kisebb teljesítményekre (mint például modellezés, konvejorhajtás), újabban nagyvasúti célra is
- állandómágnesű két- vagy többpólusú egyenáramú motorokat,

vagy 
- Kommutátor nélküli elektromotorokat,

míg ipari és nagyvasúti célra 
- egy- vagy többfázisú aszinkronmotorokat, ritkábban
- univerzális motorokat is beépítenek.
- Nagysebességű kötöttpályás hajtásokban lineáris motorokat[2] alkalmaznak.

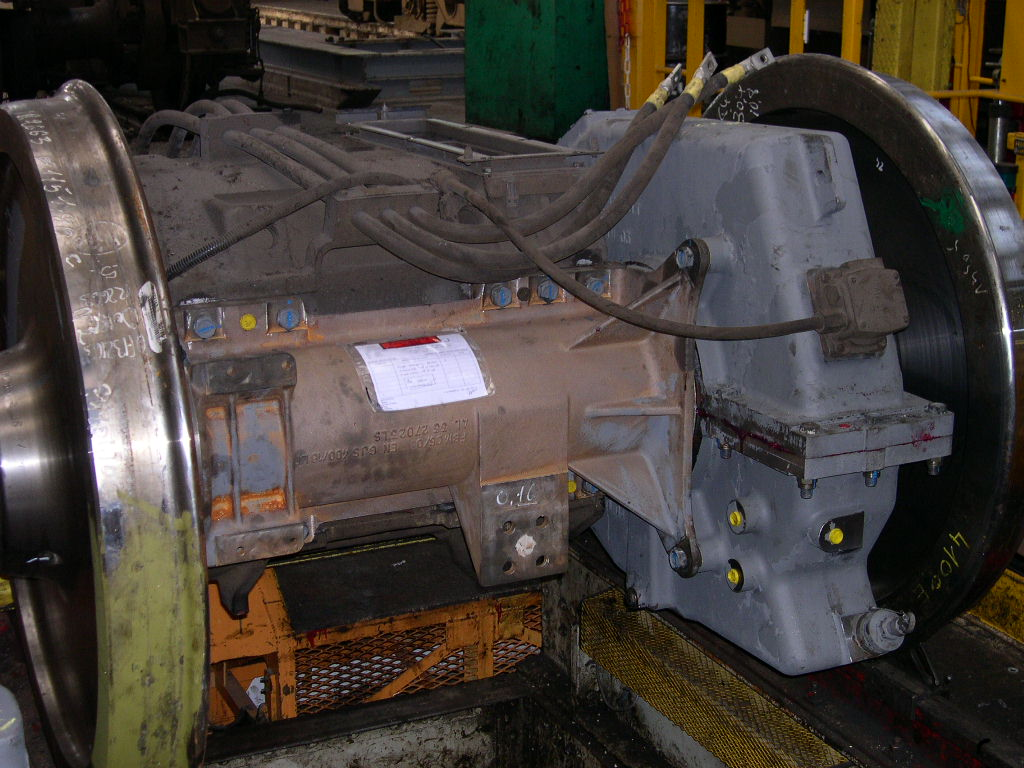
Vontatómotor beépítése

## Beépítése
Kötöttpályás járművek esetén a vontatómotort a forgóváz kerékpárjai között helyezik el. 
A kép jobb oldalán látható szürkére festett fogaskerék-áttételt tartalmazó fordulatszám-csökkentő hajtóművel együtt. A szükséges vontató-teljesítmény igénytől és a felhasználás céljától függően forgóvázanként egy-egy vagy több vontatómotort helyeznek el és a vontatómotorok elektromosan párhuzamosan vannak kapcsolva.

### Lineáris motor

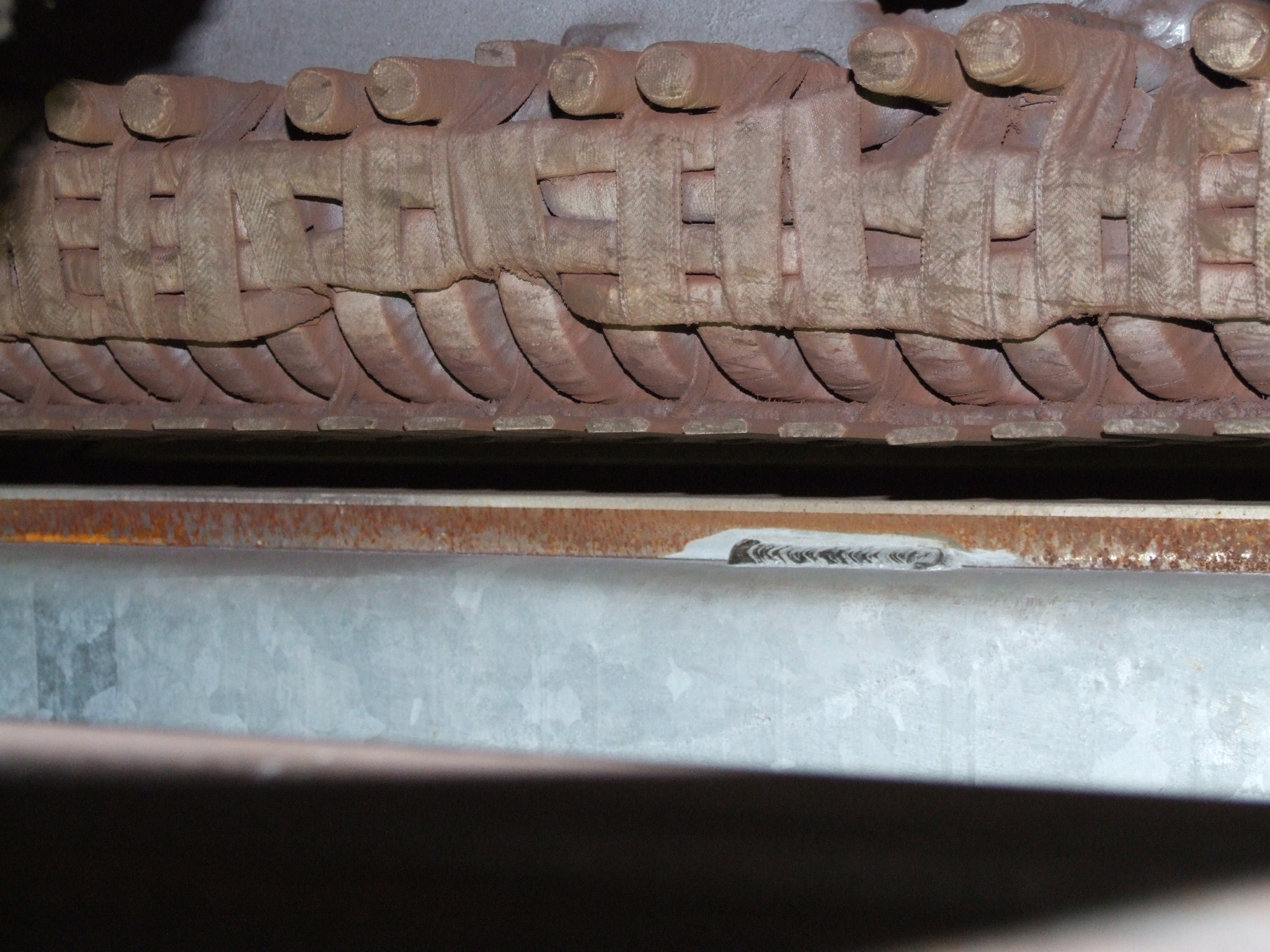
Lineáris motor tekercseinek beépítése a sínek felett

Ha az aszinkronmotorok forgórészét kiterítik, akkor a sín a kalickás forgórésznek felel meg, míg a kiterített állórész a jármű aljára van felfüggesztve.

## Leírása
A különböző vontatómotor típusok használatának technikai és gazdasági okai is vannak. Így például az 1980-as évekig a trakciós motorok között uralkodó soros egyenáramú motorok és azok hajtásainak lecserélése még a fejlett ipari államokban is probléma a rendkívüli darabszám miatt.
Ugyanakkor az elektromotorok új típusainak megjelenése és a félvezetőipar fejlődése lehetővé tette a nagy teljesítményű frekvenciaváltók alkalmazását, míg a neodímium mágnesek tömeges elterjedése pedig a nagy teljesítményű kefe nélküli motorok elterjedését segítette.

### Egyenáramú külső gerjesztésű motor

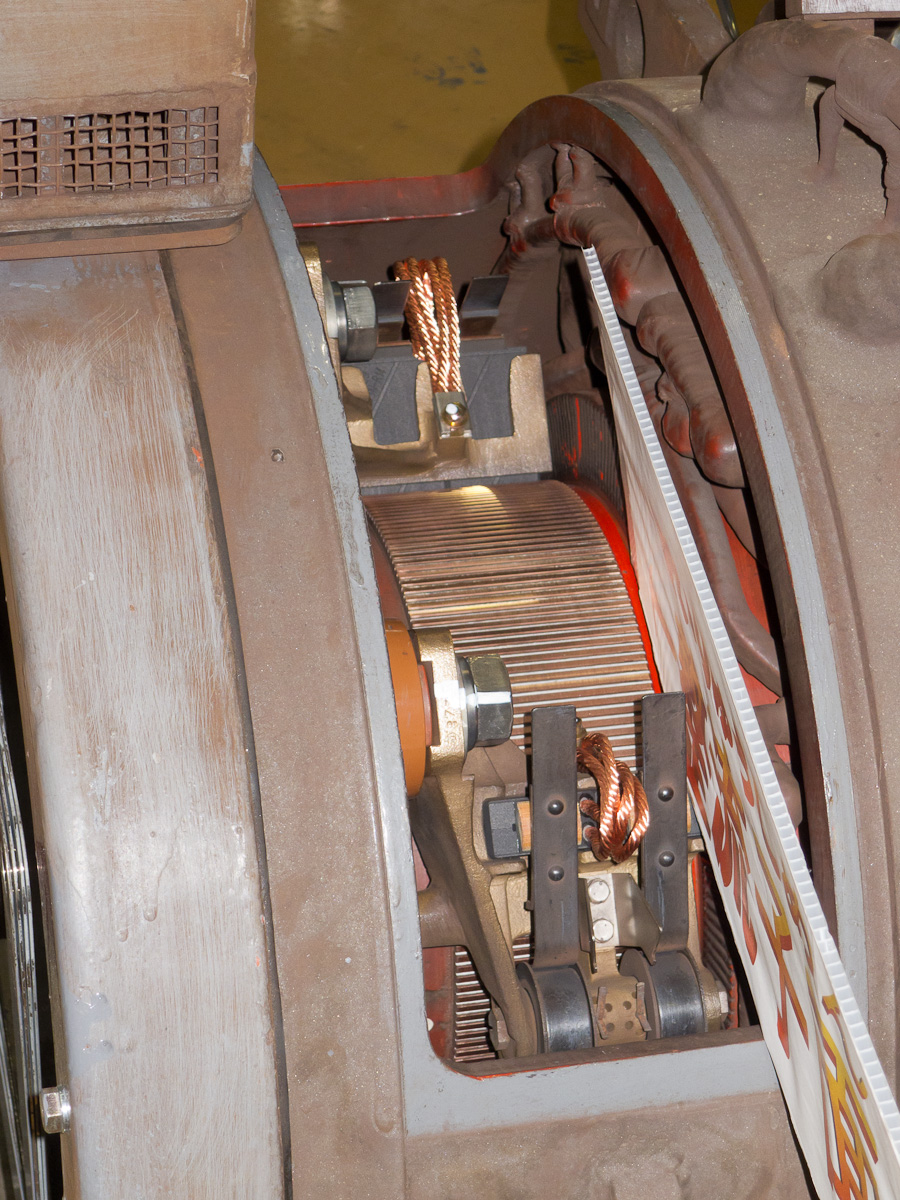
Vontatómotor forgórész kommutátora

Az egyenáramú motorok értelemszerűen egyenárammal vannak megtáplálva, emiatt a külső gerjesztés kvázisztatikus: iránya meghatározott (a mágneses erővonalak a tekercs É-D-i pólusai között húzódnak), időbeli változása pedig nem azonos skálán van a motor forgórészének periódusidejével (azaz lényegében statikusnak tekinthető a motor forgási frekvenciájánál). A forgórészbe pedig kívülről jut be az áram a kommutátoron keresztül. A kommutátor szerepe az, hogy a forgórészen átfolyó áram az egyenletes forgatónyomaték elérése érdekében külső rendszerből nézve a forgás ellenére szintén állandó mintázatot hozzon létre (azaz az árammintázat a forgórésszel együtt forgó rendszerben a motor forgási frekvenciáján körbefordul). A kommutátor a motor végén egy hengerpalástot alkot, mely sok egymástól elszigetelt szeletből áll össze (kommutátorszeletből), amelyhez a forgórész vezetőhurkainak vége csatlakozik (egy szelethez akár több vezetőhurok is). A külső rendszerből nézve állandó árammintázat úgy jön létre, hogy az áram hozzá- és elvezetését egy-egy kívülről a kommutátor palástján végigcsúszó szén- vagy bronz árambevezető elektródákon (keféken) keresztül oldják meg.
A korai villamosított vasútvonalakon ezért terjedt el kezdetben az egyenáramú vontatás (például Olaszországban a 3 kV egyenáram, a budapesti HÉV-en az 1 kV egyenáram, a villamosoknál a 600 V egyenáram). Megjegyzendő, hogy ezen az elven egyfázisú váltakozóárammal is lehetne üzemeltetni a motort, és ez alacsony frekvencián működik is. A német nyelvterületen ezért terjedt el a 16 2/3 Hz-es vasúti vontatófrekvencia (hazánkban a Rákospalota – Veresegyház – Vác – Gödöllői HÉV volt ilyen feszültséggel villamosítva). Ám nagyobb frekvencián a motor kommutátora az indukciós hatások következtében komoly szikrázásokba kezdhet, ami végül körtűzhöz vezethet (ez egy villamos ívhúzás két – egymástól normális esetben elszigetelt – kommutátorszelet között, mely végigugorhat sorban az összes kommutátorszeleten, teljes kör alakú rövidzárlatot okozva).
A nagyobb mágneses gerjesztés végett mind a forgórész, mind az állórész tekercselése vasmagot vesz körül, mely természetesen elektromosan el van szigetelve a vezetőktől. Az UV típusú villamosoknál a forgórész kommutátorai között csillámlemez szigetelést alkalmaztak, a vezetőhurkok pedig megfelelő bevonattal és gyantával vannak szigetelve.

### Háromfázisú aszinkronmotor

Háromfázisú kalickás aszinkronmotor működési elve

A háromfázisú aszinkronmotor gerjesztése periodikus: az állórész tekercsek forgó mágneses mezőt hoznak létre, mely a betáplált váltakozóáram frekvenciájától és a motor pólusszámától függő fordulatszámmal forog körbe. A legegyszerűbb elrendezésekben a motorok forgórésze pedig rövidre zárt hurkokból áll. Amennyiben a motor forgórészének fordulatszáma illetve a külső mágneses mező fordulatszáma között eltérés van, a változó mágneses mező indukciós hatása következtében feszültség indukálódik a forgórészben, és mivel az rövidre zárt, abban áram folyik; az így indukált áramra pedig forgató erő hat, amely Lenz törvényének értelmében igyekszik lerontatni eme indukciós hatást: azaz igyekszik a motor forgórészének fordulatszámát szinkronba hozni a mező fordulatszámával. Amennyiben a motor nyomatékot ad le, ez a szinkronizálódás nem jön teljesen létre, ezért nevezik ezt a motort aszinkronmotornak. Ha a motor forgórészének fordulatszáma az állórész által gerjesztett mágneses mező fordulatszáma felett van, a motor fékező hatást fejt ki.
Az aszinkronmotor fordulatszáma azonban nem térhet el jelentősen a mező fordulatszámától. Az ún. billenőnyomaték alatt (ami kb. 5-10%-os eltérésű a mező fordulatszámához képest) a motor kieshet a szinkronból. Ekkor az elektromos energia mechanikai munka helyett javarészt inkább hővé alakul, mely a motor leégéséhez vezet (lényegében az aszinkronmotor indukciós kemenceként kezd el működni).
A régebbi aszinkronmotoroknál gyakran a teljesen zárt forgórész helyett mégis alkalmaztak elektromos kivezetést a külvilágba – kommutátor helyett azonban jóval egyszerűbb csúszógyűrűket alkalmaztak. Ezt főként az elindításhoz használták: ha nem lehetett a gerjesztő mező frekvenciáját kellő finomsággal szabályozni, helyette áramkorlátozó ellenállások beiktatásával az indukciós kemencehatást igyekeztek korlátozni arra az időtartamra, amíg a motor a billenőnyomatékon belüli tartományra szinkronizálódik. A Kandó-mozdonyokon erre használták a víz-indítóellenállásokat.
Az 1980-as évek végére megjelentek azok a nagy teljesítményű félvezetők, amelyekkel aránylag egyszerűen lehet az aszinkron motorok fordulatszámát szabályozni. Az aszinkron motorok használatának számos előnye van a kefés motorok használatával szemben:
- egyszerűbb felépítés, nincs kopó szénkefe, kommutátor;
- azonos villamos teljesítmény esetén kisebb méret és tömeg;
- az egyszerűbb felépítés miatt kisebb a karbantartás igénye;
- megfelelő elektronikával villamos fékezés megvalósítható majdnem nulla fordulatszámig, míg az egyenáramú motoroknál a fékezés alacsony fordulatszámon nehézkesen oldható meg.

## Fordulatszám-szabályozás
A fordulatszám szabályozására a motor kialakításától függően többféle kialakítás lehetséges. Motortípustól függetlenül közös, hogy a motor alacsony fordulatszámán a motor tengelyére ékelt ventilátor már nem képes elegendő hűtést biztosítani a motor számára, így a hűtést külső levegő forszírozott bevezetésével kell biztosítani.

### Egyenáramú motor
- Kapocsfeszültség változtatása egy előtét-ellenállás (sönt) értékének változtatásával. A legegyszerűbb és legkevésbé gazdaságos megoldás, mert az előtét-ellenállásra jutó feszültség teljes egészében hővé alakul.
- A Ward Leonard-hajtás alacsony hatásfokú, motorgenerátoros megoldás, amely jelentős zajjal járt, pl. MÁV V42 sorozat.
- Áramirányítós hajtás, pl. V63.
- Szaggatós hajtások, amikor a motorra jutó feszültség időtartamát egy elektronika szabályozza. Az áramkör állandó frekvencián üzemel, azonban a be- és kikapcsolási idők változtathatók.

Egyenáramú soros motor felépítése

Az egyenáramú külső gerjesztésű motoroknál kétféle elrendeződést különböztethetünk meg:
- a soros motorokat – ahol a forgórész és az állórész tekercselése sorba van kötve,
- illetve a mellékáramkörű motorokat, ahol a forgórész és az állórész tekercselése párhuzamosan van kötve.

Léteznek bonyolultabb elrendezések is, olyan különleges motorokban, ahol több állórész- vagy forgórész tekercselés van beépítve. Több állórésznél alkalmaztak ún. vegyes gerjesztést: ahol az egyik állórészt sorba kötötték a forgórésszel, a másik állórész pedig külső gerjesztésként szolgált. Ilyen motorok vannak beépítve például a ZIU-9-es trolibuszokon. A kettős forgórész rendkívül különleges, régi trolibuszokon alkalmazták, ahol egy motorral soros-párhuzamos átkapcsolást tudtak megvalósítani. Magyarországon ilyen jármű nem volt.
A soros motorok a legelterjedtebb elrendeződést jelentik, szinte kizárólag ilyennel találkozhatunk a régebbi magyarországi villamosokon (UV, Bengáli, ICS és KCSV villamosok, Tatra villamosok, TW6000), a mai metró-, HÉV és fogaskerekű szerelvényeken, a GVM trolibuszokon illetve a hazai régebbi dízel-elektromos- (M40, M42, M44, M61, M62, M63) és villanymozdony-típusokon (V41-V42 ,V43, V46, V63). A soros motorok legnagyobb előnye ugyanis a nagy indítási nyomaték. Induláskor a motoráramot korlátozni kell, erre korábban indító előtét-ellenállásokat, manapság elektronikus szaggatós berendezést alkalmaznak, a dízel-elektromos mozdonyokon pedig a fődinamó/-generátor feszültségét szabályozzák. A soros motoroknál – főként nagyobb sebességnél – további szabályozás érhető el az állórésszel párhuzamosan kapcsolt ún. söntellenállás beiktatásával.
A soros motorok állórészének pólusátkapcsolásával a motor fékező erőt is kifejthet, ezt hívják villamosfékezésnek. Ekkor lényegében a motor dinamóként üzemel.
A mellékáramkörű motorok kevésbé terjedtek el. Ennek oka az, hogy kisebb indítási nyomatékot lehet velük elérni, illetve az állórésztekercs áramszintjét szabályozni kell a túláram ellen (a soros motornál a forgórészben keltett ellenelektromos erő automatikusan korlátozza az állórésztekercsben folyó áramszintet). Ilyen elrendezésű volt a régi (sárga) fogaskerekű mozdonya, ahol az állórész által keltett gerjesztést előtét-ellenállásokkal szabályozták. Az elrendeződés előnye volt, hogy a motor a gerjesztéstől függően stabilan egy állandó fordulatszámot tartott. Ez a sárga fogasnál 0–13 km/h-között valósult meg, a beállított sebesség felett a jármű áramvisszatáplálással fékezett (ez lejtmenetben volt érdekes). Ugyanezért alkalmazták a régi trolikon is a vegyes gerjesztésű motorokat (itt az indításhoz volt egy sorosan kapcsolt állórész, a magasabb sebességnél viszont a mellékáramkörű gerjesztéssel ment a szabályzás), ott az állandó fordulatszám például a régi IK-60T trolibuszokon 20–50 km/h haladási sebesség között volt szabályozható.

### Aszinkron motorok fordulatszám-szabályozása
A járműtechnikában az aszinkron motor fordulatszám-szabályozásához változtatható frekvenciájú váltóárammal kell táplálni. A megfelelő teljesítményű villamos hajtások hiánya az 1980-as évek előtt komolyan akadályozta a háromfázisú aszinkronmotorok trakciós motorként való elterjedését. A Kandó-mozdonyokon – amelyek háromfázisú motorokkal készültek már az 1930-as években – például nagyobb volt a változtatható frekvenciájú váltóáramot előállító berendezés, mint maga a vontatómotor, és ez a rendszer is összesen csupán négyféle frekvenciát tudott előállítani. Így a V40-es mozdony csak 25, 50, 75 és 100 km/h-s sebességgel volt képes tartósan haladni.
A háromfázisú aszinkronmotoroknál a tápláló feszültség frekvenciáját kell szabályozni (innen a jellegzetes, induláskor adott zene), miközben az állórész tekercsek túláramának kivédése érdekében a feszültségamplitúdót is kontroll alatt kell tartani (különösen elinduláskor). Ezt inverter segítségével teszik manapság: ez egy olyan berendezés, amely egyenáramból szaggatós berendezéssel effektív váltóáramot hoz létre. Ilyen berendezés üzemel a Combino villamoson, a korszerű trolibuszokon (IK-435T, IK-412T, Solaris), illetve a korszerű villamosmozdonyokon is (Siemens 1047-es, Bombardier Traxx /480-sor/) és a villamos motorkocsikon is (BVmot, BDVmot, Bombardier Talent, Stadler Flirt).

## A kerék és a motor kapcsolata
A leggyakoribb elrendeződésben a motor fordulatszáma nem egyezik meg a kerék fordulatszámával (ez általában túl alacsony a motoroknak). A két szerkezet között ezért áttételt és erőátvitelt alkalmaznak. Ez vasúti járművekben általában egyfokozatú szokott lenni. A jármű pályára gyakorolt igénybevételét csökkentendő ez a kapcsolat általában rugózottan valósul meg. Léteznek áttétel nélküli megoldások, ahol a motor tengelye azonos a kerék tengelyével (ún. kerékagymotorok), ám ezeket a megoldásokat nagy hőterhelésük és rugózatlanságuk miatt lehetőség szerint elkerülik.

## Külső hivatkozások
- Vontatómotorok
- Vonatok
- Túláram elleni védelem
- Marokcsapágyas vasúti vontatómotorok
- Vontatómotorok
- Electric Traction Drives
- AC Traction vs DC Traction Archiválva 2014. október 14-i dátummal a Wayback Machine-ben
- Halász Sándor: Villamos hajtások (magyar nyelven). [2014. augusztus 14-i dátummal az eredetiből archiválva]. (Hozzáférés: 2014. augusztus 13.)